# Карвацький Віталій Сергійович
Віталій Сергійович Карвацький (22 жовтня 1999, Дніпропетровськ, Україна — 11 червня 2025, Харківська область, Україна) — активіст та військовий, молодший сержант Збройних Сил України, учасник російсько-української війни. Герой України (2025, посмертно).

## Життєпис
Родом із Дніпра. Навчався у ліцеї імені Лесі Українки міста Жовті Води Дніпропетровської області. 2017 року вступив на бакалаврат історичного факультету ЛНУ ім. Франка за спеціальністю «Історія та археологія».
2021 року закінчив навчання на бакалавраті ЛНУ ім. Франка. У студентські роки брав участь у військово-історичній реконструкціях присвячених подіям Першої та Другої світових війн (в тому числі, уживався в роль січового стрільця та бійця УПА), долучався до заходів вшанування УПА, Листопадового чину, дивізії СС «Галичина». Захоплювався подорожами — автостопом відвідав 30 країн. 
На початку повномасштабного російського вторгнення, навчаючись на магістратурі історичного факультету, у березні 2022 року, долучився до лав 215-го батальйону 125-ї окремої бригади територіальної оборони. Взяв собі псевдо «Турист». Карвацький у травні 2023 року поширив відео авто, що палає, у соцмережах і розповів, що його тодішній командир батальйону підірвав гранатою машину, яку військовим доставили волонтери. Тоді в Управлінні 215-ї ТрО розпочали службове розслідування. Адвокатська компанія ветерана Масі Найєма запропонувала безоплатно захищати Віталія, який згодом проходив у справі як свідок. 
З січня 2024 року продовжив службу у 3-й окремій штурмовій бригаді, де служив оператором БпЛА (FPV-дрона), а пізніше за особистим бажанням перевівся в піхоту. Отримував два поранення: у жовтні 2022 та січні 2025 року. Загинув 11 червня 2025 року на Харківщині. 
7 липня 2025 року Президент Зеленський анонсував Карвацькому присвоєння звання Героя України посмертно.
Похований 25 липня 2025 року на Личаківському кладовищі.

## Нагороди
- Звання Герой України з удостоєнням ордена «Золота Зірка» (19 липня 2025, посмертно) — за особисту мужність і героїзм, виявлені у захисті державного суверенітету та територіальної цілісності України, самовіддане служіння Українському народові[27].
- Орден «За мужність» III ступеня (24 січня 2023) — за особисту мужність і самовідданість, виявлені у захисті державного суверенітету та територіальної цілісності України, вірність військовій присязі[28].